# Dekanat kobyłkowski
Dekanat kobyłkowski – dekanat diecezji warszawsko-praskiej wchodzącej w skład metropolii warszawskiej. Powstał on 16 kwietnia 2006 z siedzibą przy bazylice św. Trójcy w Kobyłce. Pierwszym dziekanem tego dekanatu został ks. prałat Jan Andrzejewski. Od 10.06.2021 dziekanem dekanatu jest ks. Jacek Dębski, proboszcz parafii Świętej Trójcy w Kobyłce.
Lista parafii:
| Lp | Miejscowość / parafia                                      | Proboszcz / administrator   | Zdjęcie |
| -- | ---------------------------------------------------------- | --------------------------- | ------- |
| 1  | Kobyłka Świętej Trójcy                                     | ks. Jacek Dębski            |         |
| 2  | Kobyłka św. Kazimierza Królewicza                          | ks. Piotr Śliwka            |         |
| 3  | Kobyłka św. Matki Teresy z Kalkuty                         | ks. Paweł Sołowiej          |         |
| 4  | Kobyłka bł. księdza Jerzego Popiełuszki                    | ks. Jarosław Wyszomierski   |         |
| 5  | Marki św. Andrzeja Boboli                                  | ks. Marek Posełkiewicz CSMA |         |
| 6  | Nadma św. Jana Chrzciciela                                 | ks. Dariusz Niewęgłowski    |         |
| 7  | Ossów Matki Bożej Zwycięskiej                              | ks. Jacek Dębski            |         |
| 8  | Słupno Matki Bożej Fatimskiej i bł. Bronisława Markiewicza | ks. Jerzy Góralewicz CSMA   |         |